# Benken SG
| SG ist das Kürzel für den Kanton St. Gallen in der Schweiz. Es wird verwendet, um Verwechslungen mit anderen Einträgen des Namens Benken zu vermeiden. |

Benken ist eine politische Gemeinde im schweizerischen Kanton St. Gallen im Wahlkreis See-Gaster. Sie liegt etwa 5 km südöstlich des östlichen Endes des Zürichsees.

## Bevölkerung
| Jahr      | 1850 | 1900 | 1950 | 1980 | 2000 | 2010  | 2019  |
| Einwohner | 1242 | 1341 | 1742 | 1684 | 2228 | 2571  | 2982  |
| Quelle    |      |      |      |      |      | [ 5 ] | [ 5 ] |

## Geographie

Historisches Luftbild von Swissair Photo AG von 1948

Benken war der Hauptort des ehemaligen Bezirkes Gaster. Benken liegt im Linthgebiet, grenzt an den Kanton Schwyz (Reichenburg) und den Kanton Glarus (Bilten, Gemeinde Glarus Nord). Entsprechend findet sich ein Dreikantoneeck an der A3 .
Im Giessen, südwestlich des Dorfkerns, ändern der Linthkanal und die parallel verlaufenden Hochspannungsleitungen ihre Richtung. Der Hausberg von Benken ist der Benkner Büchel.

## Geschichte
Der heutige Dorfname entwickelte sich stufenweise von Babinchova zu Benken. Der Name Babinchova verweist auf den Hof eines alemannischen Grundbesitzers Babo oder Bebo, eines Schwagers der 741 urkundenden Donatorin Beata. Der Name des Hofes erscheint kurz nach 1050 als Bebenchon sowie als Bebinkon und Ende des 12. Jahrhunderts als Benken in den Urkunden.
Auf dem Benkner Büchel, im Kastlet, wo seit 1909 eine Meinradskapelle steht, stellte Jakob Grüninger 1939 eine befestigte Siedlung aus der Hallstattzeit fest. Im Starrberg, also im Raum des heutigen Bahnhofs, traten römische Silbermünzen zutage. 741 und 744 wurden im Kloster Babinchova Urkunden ausgestellt.
Die Grafen von Lenzburg als Erben des rhätischen Besitzes im Gaster vergaben im 11. Jahrhundert weite Teile des Hofes Benken sowie den Kirchenschatz an das Damenstift Schänis. In der Folge stand Benken kirchlich und grundherrlich unter Schänis, politisch unter den jeweiligen Landesherren, das heisst Lenzburg, Kyburg und Habsburg. Von 1438 bis 1798 bildete Benken einen der sechs Tagwen innerhalb der unter Schwyz und Glarus stehenden Vogtei Gaster. In der Helvetik gehörte Benken zum Distrikt Schänis und wurde 1803 selbständige Gemeinde im neuen Kanton St. Gallen.

## Sehenswürdigkeiten
Die katholische Pfarrkirche St. Peter und Paul wurde von 1792 bis 1795 erstellt und 1917/18 verlängert. Die Ausstattung im Stil des Neubarocks stammt von Albert Rimli. Die Gewölbebilder schuf August Müller 1919.
Auf dem Benkner Büchel liegt der überregional bekannte Wallfahrtsort Maria Bildstein, der auf das Jahr 1519 zurückgeht. Die zahlreichen Kapellen und Grotten aus dem 19. Jahrhundert bilden ein im nördlichen Alpenraum einzigartiges Ensemble. Die heutige Wallfahrtskirche stammt aus dem Jahre 1966 und verfügt über wertvolle Ausstattungsgegenstände.

## Energiewirtschaft
Der Strom wird von der Elektrizitätsversorgung Benken (EVB) verteilt. Deren Lieferanten sind die St. Gallisch-Appenzellischen Kraftwerke (SAK) und die Axpo AG. Die Axpo und die EWZ geniessen Durchleitungsrechte für höhere Spannungsebenen. Seit 1961 steht links des Linthkanals das Unterwerk Benken. Dort wurde damit begonnen, elektrische Energie von der damaligen 220-kV-Leitung Sils-Fällanden nach Samstagern abzuzweigen. 1994 wurde die alte Anlage durch eine neue, fernbediente 380-kV-Station ersetzt. Dort beginnt neben dem 220-kV-Ableger nach Samstagern die 380-kV-Leitung Benken-Mettlen.

## Infrastruktur
Ausserorts ist Benken reich an Landwirtschaftszonen. Die „Benknerstrasse“ genannte Hauptstrasse verbindet die Ortschaft mit Reichenburg und Kaltbrunn. Diese wird mit der Postautolinie Reichenburg-Benken-Kaltbrunn-Uznach befahren. Benken hat einen Bahnhof an der Linie Rapperswil-Glarus-Linthal der Schweizerischen Bundesbahnen.

## Persönlichkeiten
- Karl Josef Romer (* 1932), Kurienbischof
- Josef Kühne (* 1938), Politiker (CVP), Nationalrat 1979–1999
- Max Schiendorfer (* 1952), Germanist, aufgewachsen in Benken
- Ernst Jakober (* 1953), Musikproduzent und Schwyzerörgelispieler
- Linda Fäh (* 1987), ehemalige Miss Schweiz, Schlagersängerin und Moderatorin, aufgewachsen in Benken

## Bilder

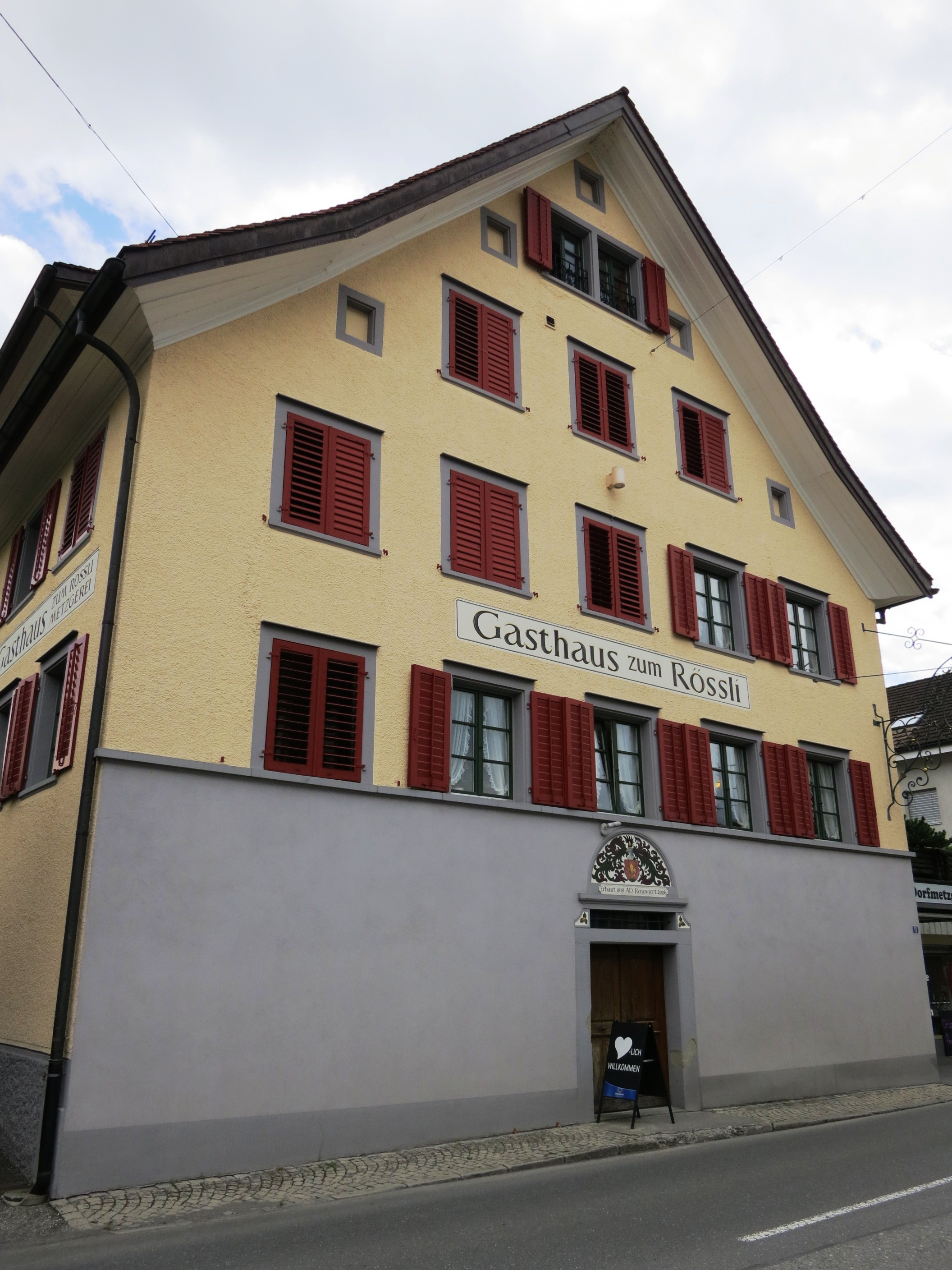
Gasthaus zum Rössli
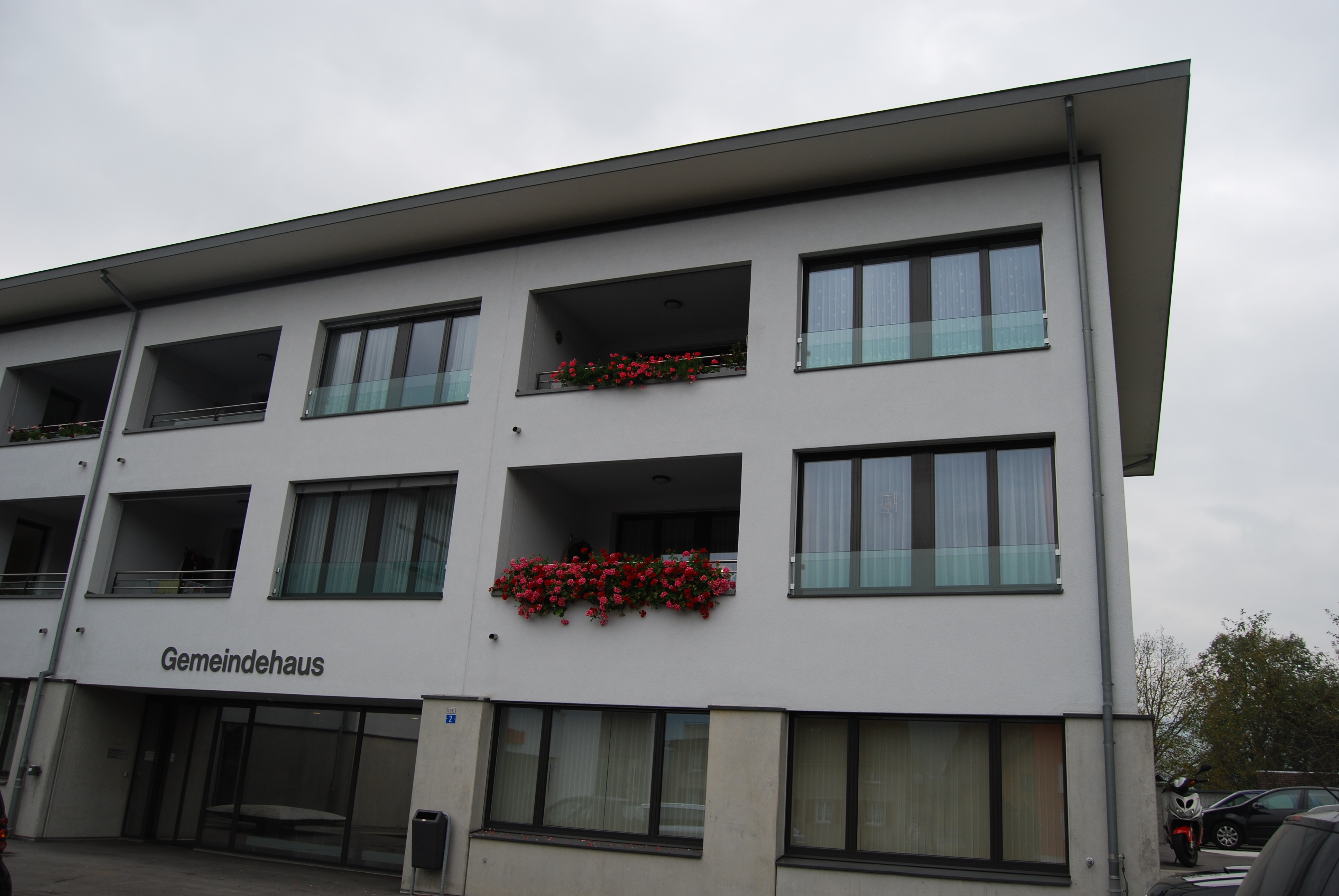
Gemeindehaus
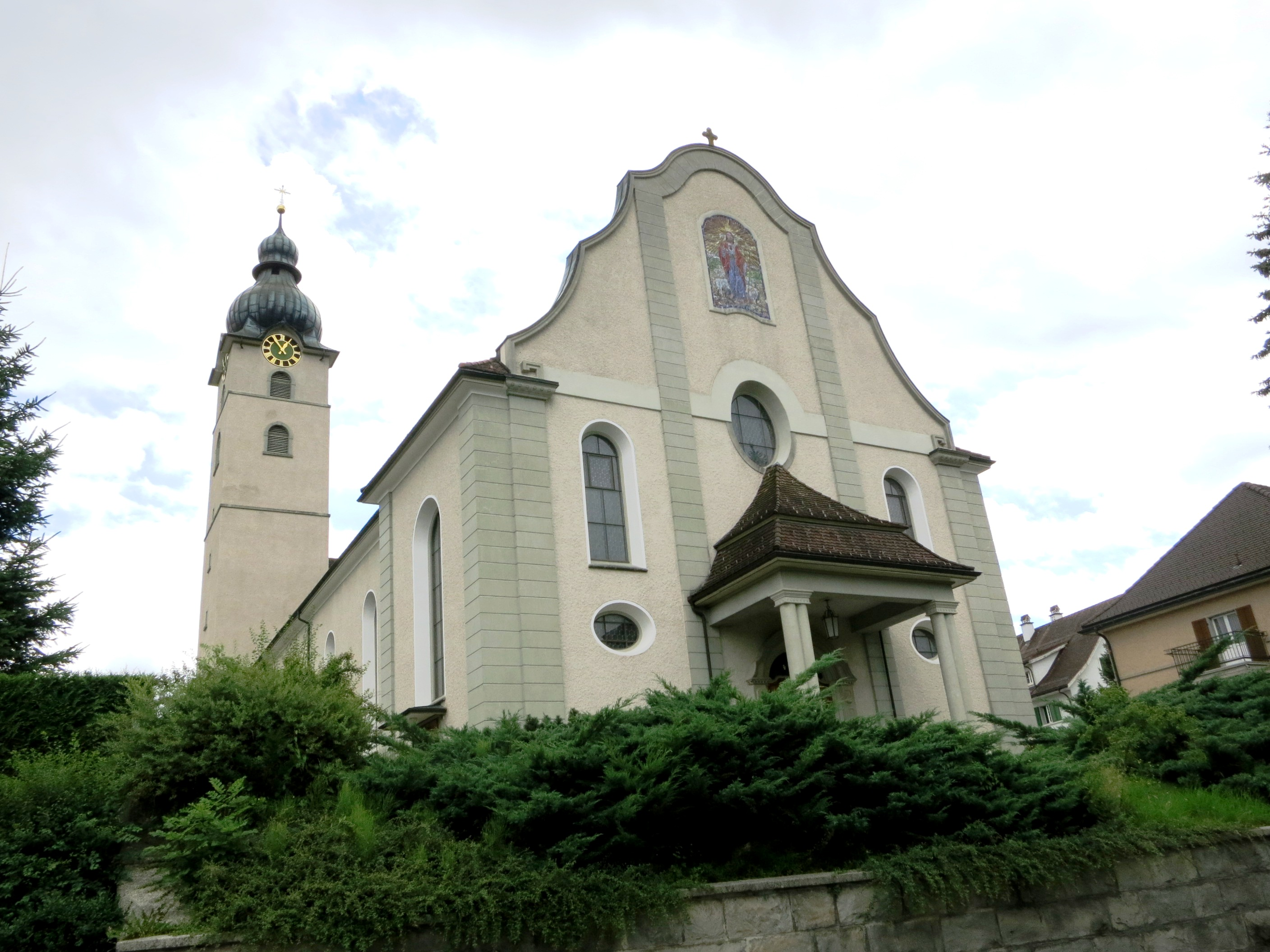
Katholische Kirche St. Peter und Paul
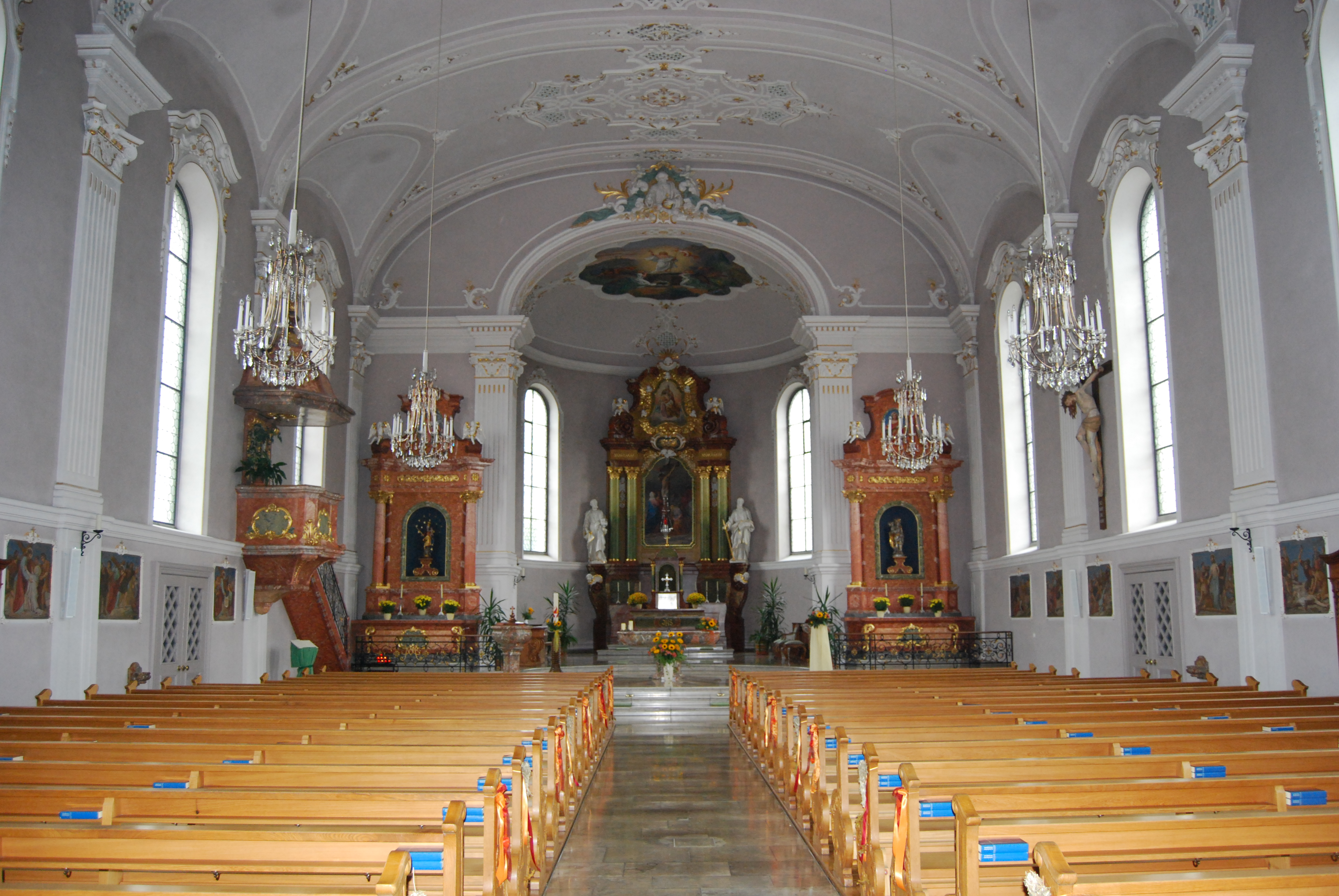
Innenansicht der Kirche St. Peter und Paul
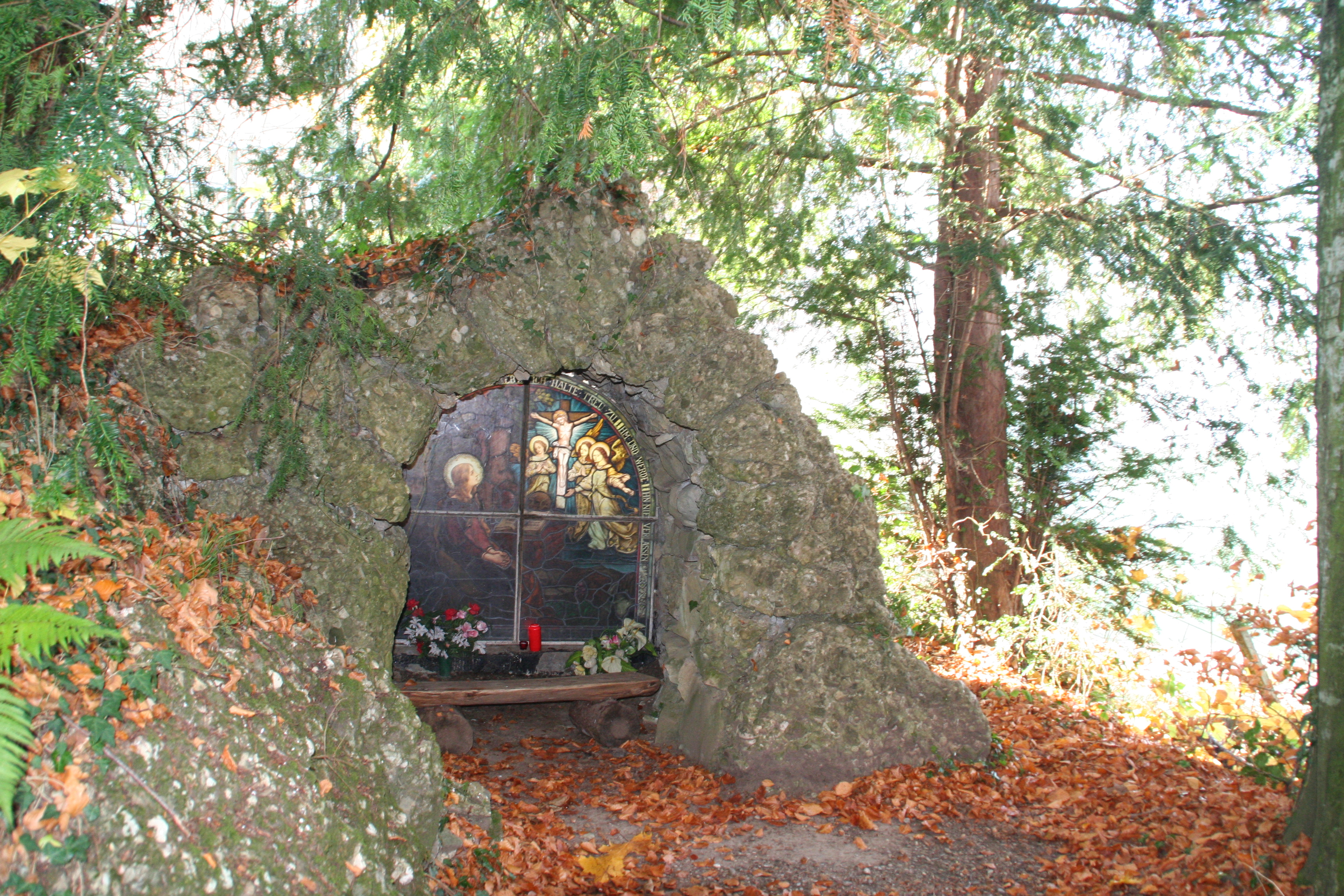
Die Magdalenengrotte im Pilgerort Maria Bildstein